# Claude Laberge
Pour les articles homonymes, voir Laberge.
Claude Laberge est un généticien, chercheur et professeur québécois né en 1938. Il est à l'origine de la création de la plateforme CARTaGENE, une biobanque du Québec,.

## Honneurs
- 2015 - Professeur émérite de l'Université Laval[1]
- 2011 - Officier de l'Ordre national du Québec[3]
- 2011 - Membre de l'Ordre du Canada[4]